# Pušanjski Do
Pušanjski Do este un sat din comuna Pljevlja, Muntenegru. Conform datelor de la recensământul din 2003, localitatea are 77 de locuitori (la recensământul din 1991 erau 124 de locuitori).

## Demografie
În satul Pušanjski Do locuiesc 72 de persoane adulte, iar vârsta medie a populației este de 56,6 de ani (52,6 la bărbați și 60,2 la femei). În localitate sunt 30 de gospodării, iar numărul mediu de membri în gospodărie este de 2,57.
Această localitate este populată majoritar de sârbi (conform recensământului din 2003).
|  |

| Demografie | Demografie | Demografie |
| An         | Locuitori  | Locuitori  |
| ---------- | ---------- | ---------- |
|            |            |            |
|            |            |            |
|            |            |            |
|            |            |            |
| 1948       | 254        |            |
| 1953       | 288        |            |
| 1961       | 271        |            |
| 1971       | 269        |            |
| 1981       | 170        |            |
| 1991       | 124        | 124        |
| 2003       | 77         | 77         |

| \| Componența etnică conform recensământului din 2003[2] \| Componența etnică conform recensământului din 2003[2] \| Componența etnică conform recensământului din 2003[2] \| Componența etnică conform recensământului din 2003[2] \| Componența etnică conform recensământului din 2003[2] \| \| ----------------------------------------------------- \| ----------------------------------------------------- \| ----------------------------------------------------- \| ----------------------------------------------------- \| ----------------------------------------------------- \| \| \| \| \| \| \| \| Sârbi \| Sârbi \| \| 52 \| 67,53% \| \| Muntenegreni \| Muntenegreni \| \| 21 \| 27,27% \| \| necunoscută \| necunoscută \| \| 4 \| 5,19% \| |              |  |    |        |
| Componența etnică conform recensământului din 2003 |              |  |    |        |
| |              |  |    |        |
| Sârbi | Sârbi        |  | 52 | 67,53% |
| Muntenegreni | Muntenegreni |  | 21 | 27,27% |
| necunoscută | necunoscută  |  | 4  | 5,19%  |